# Erich Recknagel
Erich Recknagel, född 3 december 1904 i Oberschönau i Preussen, död 16 augusti 1973 i Ohrdruf i Östtyskland, var en tysk backhoppare. Han var med i de olympiska vinterspelen i Sankt Moritz 1928 i backhoppning där han kom på elfte plats.